# Szputnyik–6
A Szputnyik–6-t (oroszul: Спутник-6) a szovjet műhold-sorozat tagja, biológiai technikai műhold.

## Küldetés
A Vosztok űrhajó kifejlesztéséhez, a rendszer tesztelésére szolgáló Vosztok 1K műhold harmadik példánya volt, amely élőlényeket szállított. A negyedik, amely az ember szállítására alkalmas eszköz automatikus ellenőrzését biztosította éles körülmények között. Szakmai programja megegyezett a Szputnyik–5 egységgel. A televíziós felvételek folyamatosan nyomon követték a kutyák viselkedését. A program irányítását a Kalinyingrádban felépített irányítási központból végezték.
Az orbitális egység két részből állt: az ember szállítására alkalmas fülke és a műszerrekesz. A fülkébe helyezték el az állatokat (életfenntartó eszközöket, az élettani folyamatokat mérő- ellenőrző műszereket), az egyéb tudományos kutatásokra való felszerelést, a biológiai kísérletek számára szükséges növényeket, a televíziós eszközt és a rádiótechnikát. Folyamatosan ellenőrizték a tájoló berendezést, a szögsebességet, a hőmérsékletet, a zajt, a leszállást elősegítő automatikus rendszert.

## Jellemzői
1960. december 1-jén a bajkonuri űrrepülőtér indítóállomásról egy (8K72) Vosztok típusú hordozórakétával állították Föld körüli pályára. Az orbitális egység pályája 88,47 perces, elliptikus pálya-perigeuma 166 kilométer, apogeuma 232 kilométer volt. Hasznos tömege 4563 kilogramm. Aktív szolgálati ideje 1960. december 2-án befejeződött. 17 Föld körüli keringést követően automatikus parancsra a gömb alakú visszatérő kabin a pályakorrekciót segítő hajtómű hibája miatt nem megfelelő szögben hatolt be a Föld légkörébe, nem a Szovjetunió kijelölt körzetében ért volna Földet, ezért a levegőben megsemmisítették. A telemetriai adatokat és a mérési eredményeket ezt megelőzően a földi berendezések már rögzítették, így a küldetés sikeres volt.

## Személyzet
A Pcsolka (méh) és Muska (légy) nevű kutyák, 40 egér, 2 patkány, rovarok, gombakultúrák, biosejtkultúrák és sok növény (borsó-, búza-, kukorica-, hajdina- és lóbabmagvak).